# Elmdale (Minnesota)
Pour les articles homonymes, voir Elmdale.
Elmdale est une municipalité américaine située dans le comté de Morrison au Minnesota. Lors du recensement de 2010, sa population est de 116 habitants.

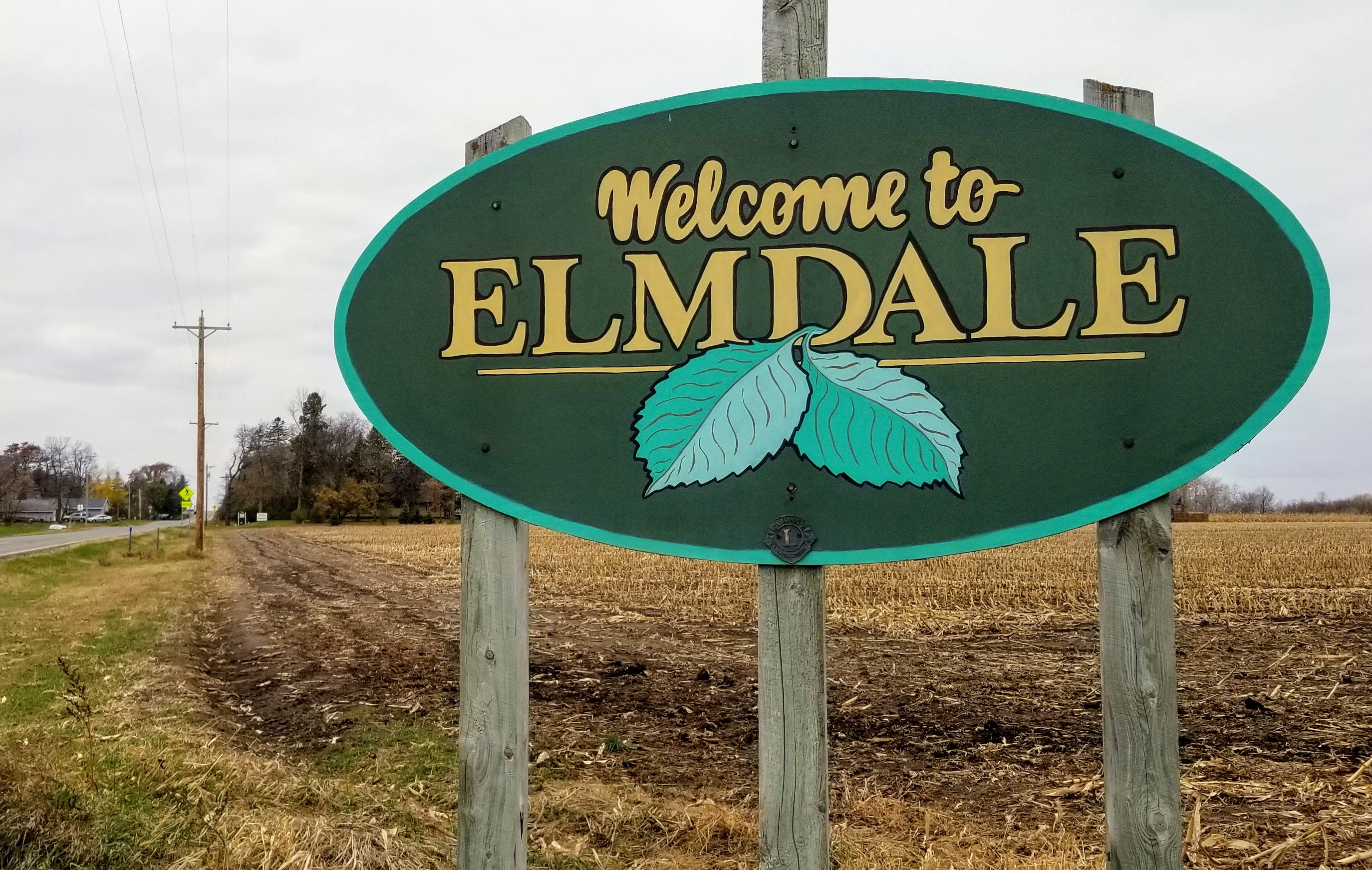
Panneau accueillant les visiteurs à Elmdale

## Géographie
Elmdale se trouve dans le centre du Minnesota au nord-ouest de Saint Cloud.
La municipalité s'étend sur 3,42 milles carrés (8,86 km2).

## Histoire
En 1866, le danois Jens Hansen repère cet endroit. L'année suivante, plusieurs colons originaires du Danemark s'y implantent. Knud Hans Gunderson y ouvre un bureau de poste en 1878, fermé en 1907. Elmdale devient une municipalité en 1947.

## Démographie
Selon l'American Community Survey de 2018, la population d'Elmdale est blanche à 95 % ; le reste de la population étant métisse. La ville est particulièrement âgée, avec un âge médian supérieur de 20 ans à celui des États-Unis (58 ans contre 38 ans).
Bien que son revenu médian par foyer de 42 292 dollars soit largement inférieur à celui du Minnesota (68 411 dollars) et du pays (60 293 dollars), Elmdale connaît un taux de pauvreté plus faible (4,1 % contre respectivement 9,6 % et 11,8 %),.